# Omiini
Omiini es una tribu de insectos coleópteros curculiónidos pertenecientes a la subfamilia Entiminae.  

## Géneros
Asphalmus – Baromiamima – Bryodaemon – Chaerocephalus – Desbrochersella – Elytrodon – Gyratogaster – Hlavena – Humeromima – Leianisorhynchus – Microelytrodon – Omiamima – Omias – Rhinomias – Scoliolenus – Teripelus – Urometopus – Yunakovius